# تماسيح وسطى
التمساحيات الوسطى (Mesoeucrocodylia) هي فرع حيوي يشمل اليوسوكيات وشبه العرق السوكيات الوسطى، ظهرت هذه المجموعة خلال الجوراسي المبكر واستمرت حتى الوقت الحاضر.